# Bernt Scheler
Bernt Scheler (* 25. Oktober 1955 in Burseryd) ist ein ehemaliger schwedischer Radrennfahrer.

## Sportliche Laufbahn
Scheler war im Straßenradsport aktiv und Teilnehmer der Olympischen Sommerspiele 1980 in Moskau. Im olympischen Straßenrennen wurde er als 39. klassiert. 1977 siegte er im Skandisloppet (später Scandinavian Race Uppsala), 1978 im Östgötaloppet.  1978, 1979 und 1980 wurde er jeweils Dritter der nationalen Meisterschaft im Straßenrennen. Im britischen Milk Race 1979 wurde er 10., 1980 14., 1981 24.